# Jackson-Gletscher
Der Jackson-Gletscher ist ein 16 km langer Gletscher im westantarktischen Marie-Byrd-Land. Von den McDonald Heights fließt er in nördlicher Richtung und mündet an der Hobbs-Küste in die Siniff Bay.
Der United States Geological Survey kartierte ihn anhand eigener Vermessungen und Luftaufnahmen der United States Navy aus den Jahren zwischen 1959 und 1965. Das Advisory Committee on Antarctic Names benannte ihn 1974 nach dem US-amerikanischen Physiker Bernard Vernon Jackson (* 1942), wissenschaftlicher Leiter der Amundsen-Scott-Südpolstation im Jahr 1971.